# Pallacanestro Reggiana
Pallacanestro Reggiana, denominado también por cuestiones de patrocinio UnaHotels Reggio Emilia, es un club de baloncesto italiano con sede en la ciudad de Reggio Emilia, que actualmente compite en la Serie A, la máxima división del baloncesto en Italia y en la competición europea, Basketball Champions League (BCL). Disputa sus partidos de liga en el PalaBigi, con capacidad para 4.600 espectadores y a menudo los partidos de competición europea los disputa en el PalaDozza, con capacidad para 5.600 espectadores.

## Historia
El equipo se fundó en 1974, para fundirse en 1976 con el equipo de la Cestistica Tricolore. En 1984 logran su primer ascenso a la Serie A, y durante varias temporadas se mantienen en los puestos de cabeza gracias a jugadores como Bob Morse o Joe Bryant. En 1992 llega al equipo el jugador Mike Mitchell, que tras 10 temporadas en la NBA, juega otras 7 en la Reggiana, convirtiéndose en el jugador que más partidos y más puntos ha conseguido en la historia del equipo.
En 1998 disputa su primera competición internacional, la Copa Korac, pero en 2001 desciende a la Legadue, donde permanece hasta 2004, cuanco consigue el campeonato y el ascenso a la Serie A, categoría que pierde en 2007, jugando desde entonces en la segunda división del baloncesto italiano hasta 2012, cuando asciende a la máxima categoría quedando campeón de la liga regular.

## Patrocinadores
Por motivo de patrocinio, el club ha tenido diversos nombres a lo largo de su historia:
- Cantine Riunite Reggio Emilia (1982-1990)
- Sidis Reggio Emilia (1990-1993)
- Ceramica Campeginese Reggio Emilia (1993-1994)
- Meta System Reggio Emilia (1994-1995)
- CFM Reggio Emilia (1995-1998)
- Zucchetti Reggio Emilia (1998-1999)
- Bipop Carire Reggio Emilia (1999-2007)
- Trenkwalder Reggio Emilia (2007-2012)
- Grissin Bon Reggio Emilia (2013-2020)
- UnaHotels Reggio Emilia (2020- )

## Registro por Temporadas
| Temporada | Categoría | Liga    | Posición | Play-Offs        | Copa de Italia   | Competición Europea        |
| --------- | --------- | ------- | -------- | ---------------- | ---------------- | -------------------------- |
| 2003-04   | 2         | LegaDue | 1        | AsciendeCampeón  | –                | –                          |
| 2004–05   | 1         | Serie A | 8        | –                | Subcampeón       | –                          |
| 2005–06   | 1         | Serie A | 10       | –                | –                | Cuartos de final Copa ULEB |
| 2006–07   | 1         | Serie A | 17       | Desciende        | –                | –                          |
| 2007–08   | 2         | LegaDue | 4        | Semifinales      | –                | –                          |
| 2008–09   | 2         | LegaDue | 14       | –                | –                | –                          |
| 2009–10   | 2         | LegaDue | 3        | Semifinales      | –                | –                          |
| 2010–11   | 2         | LegaDue | 15       | –                | –                | –                          |
| 2011–12   | 2         | LegaDue | 1        | AsciendeCampeón  | –                | –                          |
| 2012–13   | 1         | Serie A | 6        | Cuartos de final | Cuartos de final | –                          |
| 2013–14   | 1         | Serie A | 7        | Cuartos de final | Semifinales      | Campeón EuroChallenge      |
| 2014–15   | 1         | Serie A | 3        | Subcampeón       | Semifinales      | Eurocup Liga Regular       |
| 2015–16   | 1         | Serie A | 2        | Subcampeón       | Cuartos de final | Eurocup 2.ª Fase           |
| 2016–17   | 1         | Serie A | 6        | Cuartos de final | Semifinales      |                            |
| 2017–18   | 1         | Serie A | 12       | –                | –                | EuroCup Semifinales        |
| 2018–19   | 1         | Serie A | 13       | –                | –                | –                          |

## Palmarés
- Subcampeón Serie A: 2015, 2016
- Campeón Legadue: 2004, 2012
- Campeón FIBA EuroChallenge: 2014
- Subcampeón Copa Europea de la FIBA: 2022
- Subcampeón Copa de Italia de Baloncesto: 2005
- Campeón Supercopa de Italia de Baloncesto: 2015

## Jugadores Históricos
| - Gianluca Basile - Stefano Rusconi - Pietro Aradori - Riccardo Cervi - Roberto Chiacig - Andrea Cinciarini - Ferdinando Gentile - Stefano Gentile - Angelo Gigli - Luca Infante - Nicolò Melli - Roberto Chiacig - Sandro Dell'Agnello - Marco Mordente - Michele Antonutti - Roberto Chiacig - Diego Pastori - Massimiliano Aldi - Donato Avenia - Paolo Boesso - Giovanni Grattoni | - Benjamin Ortner - Georgi Glouchkov - Jakub Kudláček - Boris Gorenc - Teemu Rannikko - Yann Bonato - Andrew Betts - Chris Pearson - Darjuš Lavrinovič - Kšyštof Lavrinovič - Donatas Slanina - Rimantas Kaukėnas - Ojārs Siliņš - Luis Flores - Chris Jent - Terrance Roberson - Eddie Gill - Albert Burditt - Kris Clack - Tony Massenburg - Joe Binion - Mike Reddick | - Louis Orr - Kannard Johnson - Dale Solomon - Roosevelt Bouie - Bob Morse - Ryan Humphrey - Brian Evans - C.J. Watson - Joe Bryant - Vincent Askew - Troy Bell - Donell Taylor - Kiwane Garris - Robert Hite - Dominic James - Coby Karl - Terrell McIntyre - Ricky Minard - Mike Mitchell - Tony Brown - Tracy Moore | - Dawan Robinson - James White - Alvin Young - Cory Violette - Samuel Hines - Pace Mannion - Tomas Ress - Raymond Tutt - Ross Schraeder - Joey Beard - Brett Blizzard - Marcelo Damião - David Londero - Kennedy Winston - Ken Lacey - Ron Rowan - Greg Brunner - Marcelo Nicola |